# Orbó

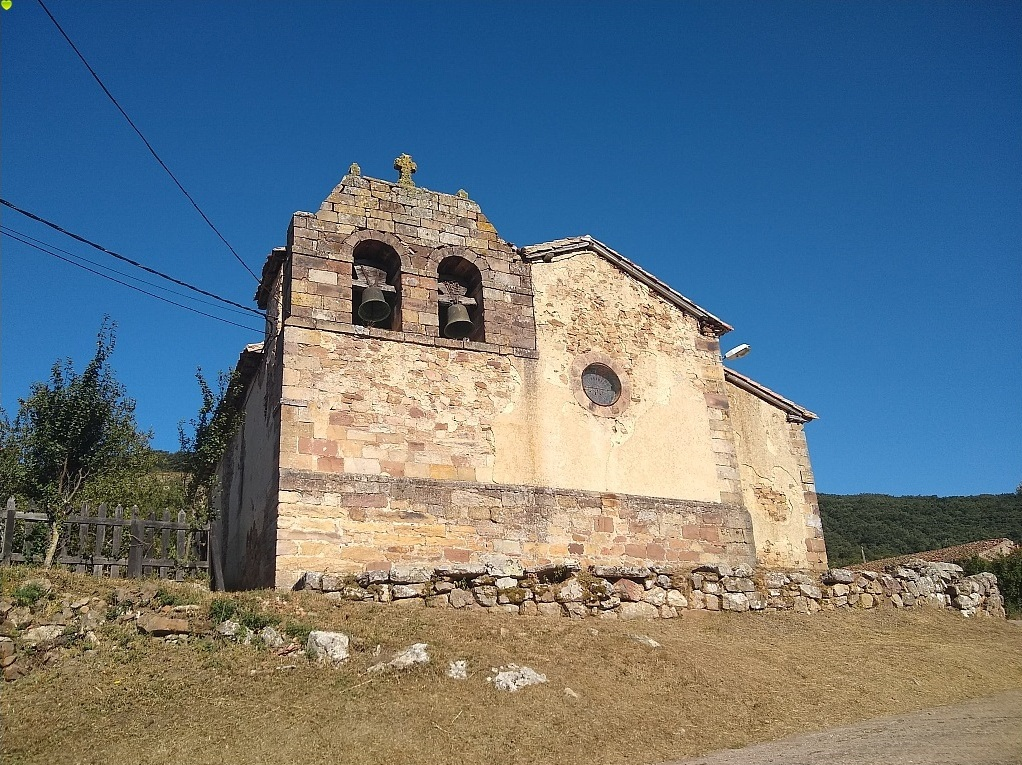
Iglesia

Orbó es una localidad del municipio de Brañosera en la provincia de Palencia, en la Comunidad Autónoma de Castilla y León, España. 

## Geografía
Está a una distancia de 9 km de Brañosera, la capital municipal, en la comarca de Montaña Palentina. Cuenta con una veintena de casas y una pequeña iglesia del siglo XVII. Antiguamente fue conocido también como Orbóo.

## Demografía
Evolución de la población en el siglo XXI
| Gráfica de evolución demográfica de Orbó entre 2000 y 2020         |
|                                                                    |
| Población de derecho (2000-2020) según el padrón municipal del INE |

## Minería
Fue el primer pueblo de la cuenca minera palentina donde se empezó a explotar el carbón, a mediados del siglo XIX, construyéndose algunas décadas después en sus inmediaciones la Colonia Obrera de las Minas de Orbó (hoy Vallejo de Orbó), un ejemplo de los poblados obreros promovidos por la patronal (en este caso por el marqués de Comillas), que contaba con hospital, farmacia, economato, colegio privado y más tarde incluso cine.

## Historia
Durante el primer año de la Guerra Civil de 1936-1939, en sus inmediaciones se ubicaba un importante sector del Frente Norte, del que aún se reconocen las trincheras. Tras la contienda aquí se desarrollaron también algunos episodios del maquis.

## Parroquia
Iglesia parroquial católica en la unidad pastoral de Barruelo de Santullán en el arciprestazgo de Campoó-Santullán.